# Criorhina pallidipes
Criorhina pallidipes är en tvåvingeart som beskrevs av Charles Howard Curran 1929. Criorhina pallidipes ingår i släktet pälsblomflugor, och familjen blomflugor. Inga underarter finns listade i Catalogue of Life.